# ریزموش‌تباران
ریزموش‌تباران (نام علمی: Sminthopsini) نام یک تبار از تیره ستبردمان است.

## طبقه‌بندی
- Tribe Sminthopsini
  - سرده موش کیسه‌دار جربوآ
    - موش کیسه‌دار جربوآ, Antechinomys laniger

  - سرده نینگوی
    - نینگوی ونگای, Ningaui ridei
    - نینگوی پیلبارا, Ningaui timealeyi
    - نینگوی جنوبی, Ningaui yvonnae

  - سرده ریزموش‌ها
    - S. crassicaudata species-group
      - ریزموش فربه‌دم, Sminthopsis crassicaudata

    - S. macroura species-group
      - ریزموش کاکادو, Sminthopsis bindi
      - ریزموش بوتلر, Sminthopsis butleri
      - ریزموش جولیا کریک, Sminthopsis douglasi
      - ریزموش صورت‌راه‌راه, Sminthopsis macroura
      - ریزموش گونه‌سرخ, Sminthopsis virginiae

    - S. granulipes species-group
      - ریزموش دم‌سفید, Sminthopsis granulipes

    - S. griseoventer species-group
      - ریزموش جزیره کانگورو, Sminthopsis aitkeni
      - ریزموش جزیره بولانژه, Sminthopsis boullangerensis
      - ریزموش شکم‌خاکستری, Sminthopsis griseoventer

    - S. longicaudata species-group
      - ریزموش دم‌دراز, Sminthopsis longicaudata

    - S. murina species-group
      - ریزموش بلوطی, Sminthopsis archeri
      - ریزموش دم‌دراز کوچک, Sminthopsis dolichura
      - ریزموش دودی, Sminthopsis fulginosus
      - ریزموش گیلبرت, Sminthopsis gilberti
      - ریزموش صورت‌سفید, Sminthopsis leucopus
      - ریزموش دم‌لاغر, Sminthopsis murina

    - S. psammophila species-group
      - ریزموش پاپشمالو, Sminthopsis hirtipes
      - ریزموش اولدئا, Sminthopsis ooldea
      - ریزموش سندهیل, Sminthopsis psammophila
      - ریزموش پاپشمالوی کوچک, Sminthopsis youngsoni